# Setaria megaphylla
Setaria megaphylla är en gräsart som först beskrevs av Ernst Gottlieb von Steudel, och fick sitt nu gällande namn av Théophile Alexis Durand och Schinz. Setaria megaphylla ingår i släktet kolvhirser, och familjen gräs. Inga underarter finns listade i Catalogue of Life.

## Bildgalleri

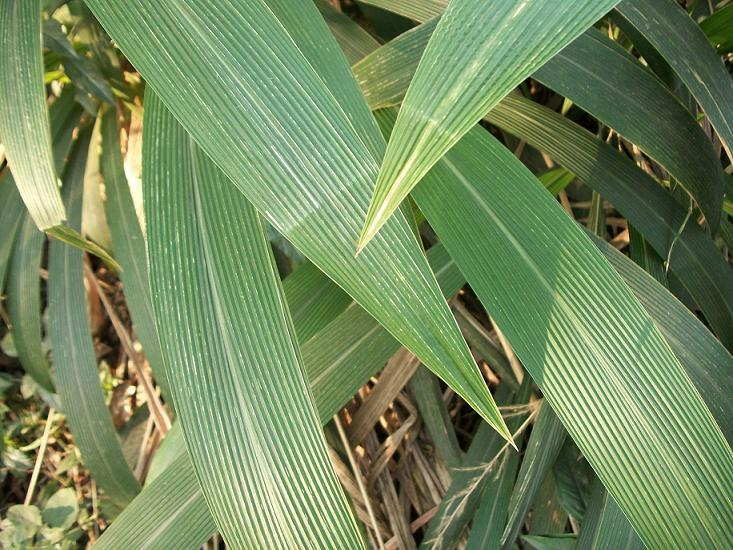
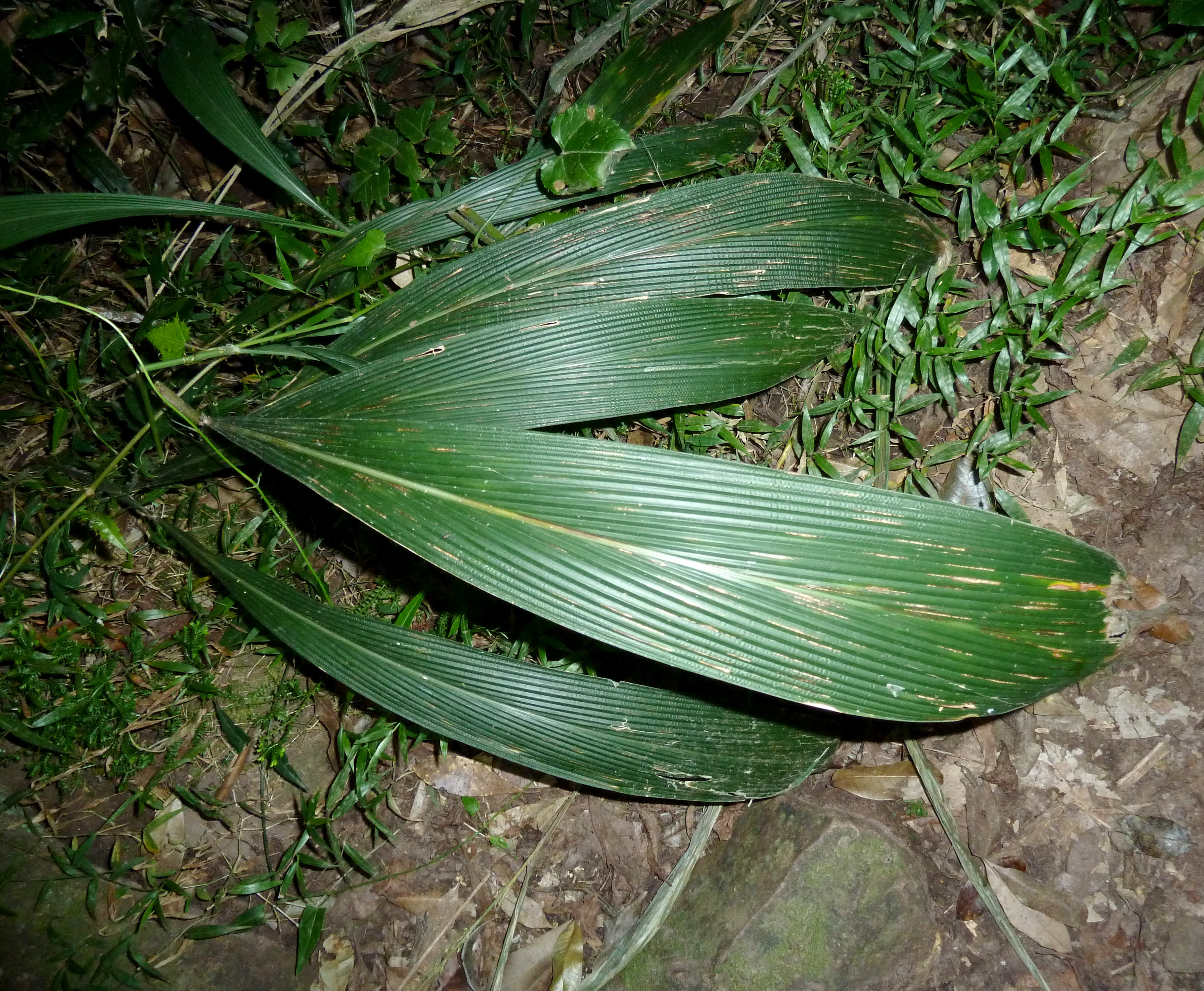